# 姜均露
姜均露（？—），男，中华人民共和国政治人物，曾任国家计委科技司司长，国有重点大型企业监事会主席。